# 密迪斯肌
密迪斯肌控股有限公司，簡稱密迪斯肌控股，以及密迪斯肌（英語：Medicskin Holdings Limited，港交所：8307），在2000年，由江覺亮（主席及首席執行官），於香港（總部）成立「美嫡絲肌科美有限公司」（Medicskin Laboratories Limited）前身為「Skin-Medic.com Limited」。
業務在香港經營個人化醫學皮膚護理服務，該公司管理層為司徒靄鏘。
股份在2014年12月17日於港交所創業板上市。配售股份價格為0.6港元，股份數目為1億股，集資額為6000萬港元。於2016年1月,該公司市值大約為2.5億元。

## 連結
- medicskin.com（页面存档备份，存于）